# Sergio Barrientos
Sergio Barrientos (9 giugno 1967) è un ex giocatore di calcio a 5 costaricano.

## Carriera
Barrientos ha disputato il FIFA Futsal World Championship 1992 in cui la nazionale costaricana è stata eliminata nel girone del primo turno comprendente Brasile, Belgio e Australia.